# سیارک ۲۷۷۱۲
سیارک ۲۷۷۱۲ (به انگلیسی: 27712 Coudray، نامگذاری:1988VR7) بیست و هفت هزار و هفتصد و دوازدهمین سیارک کشف شده‌است که در ۳ نوامبر ۱۹۸۸ کشف شد.